# Acanthodactylus beershebensis
Acanthodactylus beershebensis (беер-шевська гребнепала ящірка) — вид ящірок родини ящіркових (Lacertidae). Ендемік Ізраїлю. Раніше вважався конспецифічним з Acanthodactylus pardalis.

## Поширення і екологія
Беер-шевські гребнепалі ящірки мешкають в пустелі Негев на півдні центрального Ізраїлю, між Хевроном, Беер-Шевою і Мертвим морем. Вони живуть на лесових рівнинах. слабо порослих сухими чагарниками. Ховаються під камінням та в норах, живляться термітами, мурахами та іншими комахами, відкладають яйця.

## Збереження
МСОП класифікує цей вид як такий, що перебуває на межі зникнення. Acanthodactylus beershebensis загрожує знищення природного середовища.